# Далмсголте
Далмсголте (нід. Dalmsholte) — селище в нідерландській провінції Оверейсел. Входить до муніципалітету Далфсен.
Його площа становить 9,57 км², а населення станом на 2021 рік складало 345 осіб.